# Josef Braun (Politiker, 1907)
Josef Braun (* 5. April 1907 in Berlin; † 17. Juli 1966) war ein deutscher Politiker der SPD. Braun gehörte dem Deutschen Bundestag von 1961 bis zu seinem Tod an.
Braun war vor dem Zweiten Weltkrieg 1924 bis 1939 im Bankgewerbe tätig. Schon während seiner Ausbildung war er ab 1924 im Ehrenamt bei der Gewerkschaft tätig, seit 1926 zudem beim republiktreuen Reichsbanner Schwarz-Rot-Gold. Nach der Einberufung 1940 war er Kriegsteilnehmer und geriet 1944 für zwei Jahre in US-amerikanische Kriegsgefangenschaft.
Schon während dieser Zeit trat Braun 1945 der SPD bei; nach der Entlassung aus der Gefangenschaft nahm er 1946 eine Stellung in der Buchhaltung des FDGB, später des DGB in Berlin an. 1952 wurde Braun zum Geschäftsführer und stellvertretenden Vorsitzenden des Berliner SPD-Landesverbandes; beide Positionen hatte er bis zu seiner Wahl in den 4. Bundestag 1961 inne.
Er gehörte dem Bundestag in der vierten und fünften Legislaturperiode an; der Schwerpunkt seiner Tätigkeit waren Arbeitsrecht und das Recht der Gesundheit.
Braun war Inoffizieller Mitarbeiter des Ministeriums für Staatssicherheit und wurde dort unter dem Decknamen IM "Freddy" geführt. 1947 wurde er laut MfS „für die Arbeit innerhalb der SPD verpflichtet.“ Er informierte das MfS über Vorgänge im Berliner SPD Partei- und Landesvorstand und über die Aktivitäten von Willy Brandt. Er war wohl Mitglied der SED bis zu seinem Tod.